# Валь Віктор Вільгельмович
Валь Віктор Вільгельмович (*29 липня 1840 року — †20 лютого 1915 року, Петроград) — державний діяч Російської імперії. Губернатор Гродненської (1878-1879), Харківській (1879-1880), Вітебської (1880-1884), Подільської (1884-1885), Волинської (1885-1889), Курської (1889-1892) і Віленської губерній (1901-1902), Санкт-Петербурзький градоначальник (1892-1895), товариш міністра внутрішніх справ і командир Окремого корпусу жандармів (1902-1904).

## Біографія

### Сім'я
Був одружений з Єлизаветою Георгіївною де Сінклер (1852-1941 роки). Від цього шлюбу у них була дочка Надія і син Вільгельм (1880-1944 роки) — полковник царської армії .

### Служба
Навчався в Миколаївському інженерному училищі в Санкт-Петербурзі, яке закінчив у 1859 році. 28 січня 1859 в званні інженер-прапорщика залишився слухачем Інженерної академії, з якої був відрахований через рік за участь в протесті студентів проти цькування викладачами одного зі слухачів.
З 21 березня 1861 по 20 вересня 1861 служив в 1-му саперному батальйоні в Гура-Кальварії, потім з 20 вересня 1861 по 11 вересня 1867 в Смоленському уланському полку на території Королівства Польського.
З 31 березня 1863 по 21 березня 1873, в період придушення повстання 1863—1864 років — ад'ютант генерала Ф. Ф. Берга (прикомандирований 31 березня 1863). 15 квітня 1863 року брав участь в бою при селі Вулька-Плещанская з загоном Крисинського. В одному з боїв 19 вересня 1863 був легко контужений гранатою в ліву ногу (при замаху на командувача військами Варшавського військового округу графа Ф. Ф. Берга). 1 січня 1864 року брав участь в бою при селі Оземкувке з загоном П. Коси, брав участь в боях 19 січня 1864 при селі Едлянка з загоном Врублевського,20 січня 1864 — при селі Бржестовка з загоном Качинського, 15 лютого 1864 — при селі Липи із загоном П. Гонсовського, в той же день з 20 козаками без бою взяв у полон 60 повстанців, які зібралися в селі Поділ; потім в загоні полковника Кульгачьова брав участь в боях 7 березня 1864 в лісах Опоченского повіту проти загону Малиновського та 17 березня 1864 — при селі Сююби проти загону Сорк. За бойові заслуги зроблений ротмістром. З березня 1865 року перебував також чиновником особливих доручень при генерал-поліцмейстері Королівства Польського. З 21 березня 1873 по 8 березня 1876 в званні полковника особливих доручень знаходився при головнокомандуючому військами Варшавського військового округу. У 1874 році був призначений флігель-ад'ютантом.
З 1876 року зарахований до Міністерства внутрішніх справ, з 1876 по 1878 рік виконував посаду Ярославського віце-губернатора. Наказом військового відомства від 11 березня 1879 призначений Харківським губернатором (1879-1880). Потім перебував на посаді Вітебського (1880-1884), Подільського (1884-1885), Волинського (1885-1889), Курського (1889-1892) губернаторів. З 27 травня 1883 — генерал-майор.
У неврожайний 1891 рік організував закупівлю за низькою ціною зерна і його розподіл між потребуючими сільськими місцевостями, організував дешеві столови, створив робочі загони і направив їх в місця попиту робочих рук.
З 1892 по 1895 рік служив петербурзьким градоначальником. У 1895 році був призначений почесним опікуном в Опікунську раду Власної його імператорської величності канцелярії по установах імператриці Марії, завідував Ксенінскім інститутом в Санкт-Петербурзі, на власні кошти заснував дитячий притулок.
У 1901-1902 роках був Віленським губернатором. У 1902 році за його наказом була розігнана політична першотравнева демонстрація робітників, а ув'язнені у віленську в'язницю були покарані різками. За ці дії В. І. Ленін назвав Валя «розореним негідником», а за товаришів присягнувся помститися Гірш Леккерт. На життя Валя було скоєно замах: він отримав поранення в руку і ногу. Як писали газети, «генерал настільки зберіг присутність духу, що особисто затримав злочинця». Через місяць Леккерт був страчений.
Після Вільно був запрошений в Санкт-Петербург, де отримав призначення на посаду товариша міністра внутрішніх справ Плеве і командира Окремого корпусу жандармів. Проявив велику енергію з розшуку політичних злочинців, заохочуючи систему провокацій.
У грудні 1904 року залишив адміністративну діяльність, але був членом Державної ради. У 1912 році продовжував залишатися членом цієї ради і разом з колишнім Гродненським губернатором Цеймерном був почесним опікуном Опікунської ради установ імператриці Марії.
У Петербурзі жив на Знам'янській вул., 6. Залишив спогади і великий щоденник (1870-1914 років, не опублікований).

## Нагороди
- Орден Святої Анни 3 ступеня з мечами і бантом (1864);
- Орден Святого Станіслава 2 ступеня з мечами (13 серпня 1864 року) і імператорської короною (09 січня 1869 року);
- Орден Святої Анни 2 ступеня (28 серпня 1871 року);
- Імператорський орден Святого Рівноапостольного князя Володимира 4 ступеня;
- Імператорський орден Святого Рівноапостольного князя Володимира 3 ступеня (30 серпня 1877 року);
- Орден Святого Станіслава 1 ступеня (08 квітня 1884 року);
- Орден Святої Анни 1 ступеня (01 січня 1888 року);
- Імператорський орден Святого Рівноапостольного князя Володимира 2 ступеня (21 квітня 1891 року);
- Орден Білого орла (06 грудня 1895 року);
- Орден Святого Олександра Невського (01 квітня 1901 року) з діамантовими знаками (16 червня 1909 року);
- Імператорський орден Святого Рівноапостольного князя Володимира 1 ступеня (01 січня 1914 року);
- Відзнака «За поземельний пристрій державних селян»;
- Медаль «За упокорення польського заколоту»;

іноземні:
- Австро-Угорська Орден Франца Йосифа, командорський хрест (1870)
- Прусський Орден Червоного орла 3 ступеня (1871)
- Прусський Орден Корони 2 ступеня (1873)
- Австро-Угорська орден Залізної Корони 2 ступеня (1874)
- Мекленбург-Шверінского орден Вендської корони 2 ступеня (1876)
- Чорногорський Орден Князя Данила I 2-го ступеня (1883)
- Бухарський Орден Висхідною зірки з діамантами (1893).